# Ennetbürgen
Ennetbürgen ist eine politische Gemeinde des Schweizer Kantons Nidwalden.

## Geographie
Zur Gemeinde Ennetbürgen gehören Teile der Allmend zwischen Stans und Buochs, der Gebiete Bürgenberg und Bürgenbergwald sowie des Vierwaldstättersees. Somit liegt sie zwischen 435 m ü. M. am Seeufer und 1127 m ü. M. am Gipfel des Bürgenstocks.
Ein Dreikantonseck (Nidwalden, Luzern und Schwyz) befindet sich im Vierwaldstättersee bei der Seeenge Nas.
Vom gesamten Gemeindegebiet von 9,32 km² sind 14,7 % Siedlungsfläche; den grossen Teil von 33,5 % bedecken Gehölz und Wald. Eine noch grössere Fläche wird mit 51,7 % landwirtschaftlich genutzt; lediglich 0,1 % sind unproduktive Flächen.

## Wappen
Das rote Ennetbürgner Wappen zeigt einen weissen T-förmigen Stab, der zwei goldene Glocken an beiden Seiten trägt. Darüber befindet sich eine goldene, lachende Sonne, die mit dem linken Auge zwinkert. Der Stab stellt das Kreuz des St. Antonius dar, der als Kirchenpatron gilt. Die zwinkernde und lächelnde Sonne weist auf den sonnigen Südhang hin, der Ennetbürgen zur sonnenreichsten Gemeinde in Nidwalden macht. Das Wappen besteht seit 1894, als es von dem Heraldiker Adalbert Vokinger entworfen wurde.

## Geschichte

Luftbild (1956)

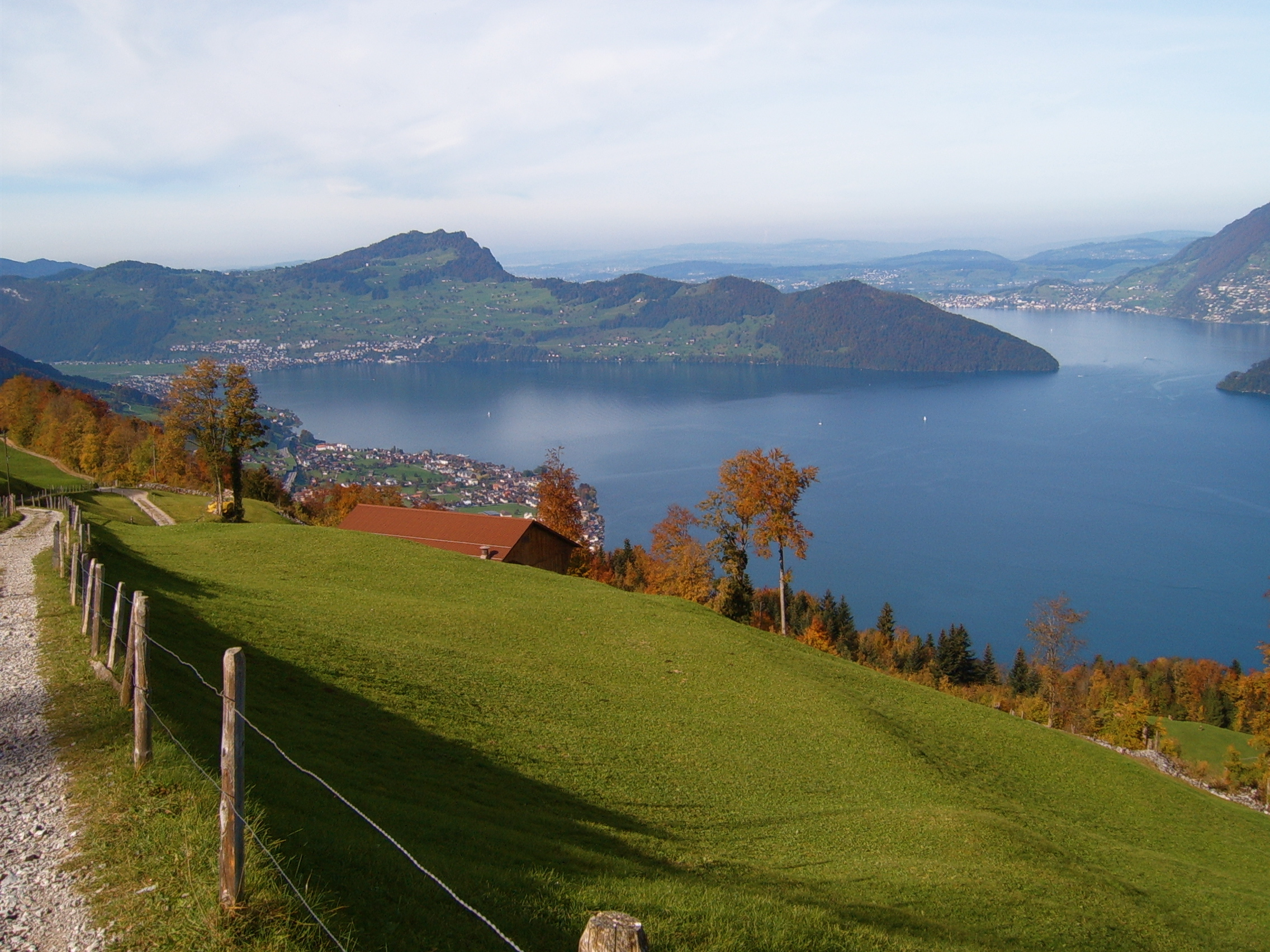
Bucht von Ennetbürgen und Buochs

Der sonnige Südhang des Bürgenstocks war vermutlich schon sehr früh besiedelt. Die Ebene südlich davon, die heute das Gemeindezentrum und grösseren Teil der Wohn- und Gewerbegebäude umfasst, war jedoch Überschwemmungsgebiet im Mündungsdelta der Engelberger Aa und unbewohnbar. 1501 wurde auf Beschluss der Landsgemeinde die Aa eingedämmt und bei Buochs in den See geleitet. Damit wurde die Besiedlung der Ebene möglich.
Die «Bergleute vom Bürgen», die Vorgänger der heutigen Genossenkorporation, organisierten bis 1850 das ganze Zusammenleben in Ennetbürgen. Deshalb kann die Frühgeschichte von Ennetbürgen unter ihrem Kapitel nachgelesen werden. Die Zuständigkeit einer Körperschaft für fast alle Belange des öffentlichen Lebens von damals war sicher praktisch und wäre für viele Zeitgenossen auch für die heutige Zeit ein Wunschtraum. Doch der Nachteil von damals, dass nur Genossenbürger politische Rechte ausüben durften, war mit der Annahme der Bundesverfassung von 1848 nicht mehr zu vereinbaren. Deshalb wurde Nidwalden, obwohl hier die Verfassung haushoch abgelehnt worden war, gezwungen, seine Kantonsverfassung anzupassen und allen Einwohnern gleiche Rechte zuzugestehen. Um dies zu erreichen, mussten neue politische Institutionen geschaffen werden. Dies war die Geburtsstunde der Bezirksgemeinden, welche 1965 in politische Gemeinden umbenannt wurden.
Am 1. Mai 1850 wurde die erste Gemeindeversammlung abgehalten. Die Kompetenzen, welche an den Gemeinderat gingen, waren nicht so gross, wollten doch die Einheimischen möglichst Vieles in ihren Händen behalten. Doch mit den Jahrzehnten wuchs auch der Aufgabenbereich der Gemeinden.
Mit der Melioration der Allmend (Fläche zwischen Stans und See) ab den 1920er Jahren erlebte die Gemeinde einen ersten Aufschwung, der mit dem Bau des Militärflugplatzes 1939 einen weiteren markanten Anstieg erfuhr. Es galt nun, viele teure Infrastrukturaufgaben zu erstellen: Strassen, Wasserversorgung, elektrische Versorgung, Kanalisation, Abfallentsorgung, öffentliche Bauten usw.
Heute ist Ennetbürgen eine moderne Gemeinde an einer attraktiven Wohnlage, mit 4200 Einwohnern hat sie eine überschaubare Grösse.

## Bevölkerung

### Bevölkerungsentwicklung
Die Einwohnerzahl wuchs zwischen 1850 und 1870 mässig an (1850–1870: +10,5 %). Der hohe Geburtenüberschuss war der Hauptgrund dafür. Die Abwanderung in industrielle Gebiete führte danach bis 1888 zu einem Rückgang der Bevölkerung (1870–1888: −9,1 %), so dass die Gemeinde 1888 gleich viele Bewohner zählte wie 1850. Die Jahre von 1888 bis 1910 brachten dann wieder einen Zuwachs (1888–1910: +14,8 %). Zwischen 1910 und 1930 stagnierte die Zahl der Ortsansässigen. Seither wuchs die Einwohnerzahl beständig an. Bis 1950 mässig (1930–1950: +43,6 %), danach in rasantem Tempo. Innerhalb von 73 Jahren (1941–2013) wuchs sie um 277 %. Grund hierfür waren die Verbesserung des Angebots des Öffentlichen Verkehrs und vor allem der Bau der A2. Die Gemeinde wurde wegen ihrer Lage am See und der Nähe zur Autobahn auch für Pendler attraktiv.
Bevölkerungsentwicklung von Ennetbürgen seit 1850 Quelle: Volkszählungen (1850–2000 Eidgenössische), Bundesamt für Statistik (ab 2010)

### Sprachen
Die Bevölkerung spricht eine höchstalemannische Mundart, Nidwaldnerdeutsch genannt. Fast die gesamte Einwohnerschaft spricht es als tägliche Umgangssprache. Bei der letzten Volkszählung im Jahr 2000 gaben 94,2 % Deutsch, 1,2 % Serbokroatisch und 0,9 % Italienisch als Hauptsprache an.

### Religionen – Konfessionen
Die Bevölkerung war früher vollumfänglich Mitglied der römisch-katholischen Kirche. Die Konfessionsverhältnisse im Jahr 2000 lassen trotz Durchmischung immer noch die ursprüngliche Struktur erkennen: 2885 Personen waren katholisch (73,24 %). Daneben gab es 13,91 % protestantische und 1,24 % orthodoxe Christen, 2,16 % Muslime und 5,84 % Konfessionslose. 124 Personen (3,15 %) machten keine Angaben zu ihrem Glaubensbekenntnis.

### Herkunft – Nationalität
Von den 5061 Bewohnern Ende 2021 waren 4203 (83,05 %) Schweizer Staatsangehörige. Die Zugewanderten stammen mehrheitlich aus Mitteleuropa (Deutschland 268, Frankreich 23, Ungarn 22, Niederlande 21, Österreich und Polen je 18 Personen), aus Südeuropa (Italien 103 und Portugal 63 Personen), dem ehemaligen Jugoslawien (Kosovo/Kosova 42, Bosnien-Herzegowina 30 und Nordmazedonien 17 Personen) und Sri Lanka (23 Personen). Bei der Volkszählung 2000 waren 3618 Personen (91,85 %) Schweizer Bürger; davon besassen 132 Personen eine doppelte Staatsbürgerschaft.

### Altersstruktur
Die Gemeinde zählt einen hohen Anteil an Leuten im höheren Alter. Von den Ende 2021 5061 Menschen sind 2416 Personen (oder 47,74 %) 50 Jahre alt oder älter. Während der Anteil der Personen unter zwanzig Jahren 16,89 % der Ortsbevölkerung ausmacht, sind 24,13 % Senioren (65 Jahre und älter). Die grösste Altersgruppe stellen mittlerweile die Personen zwischen 60 und 79 Jahren. Im Jahr 2000 war es noch die Altersgruppe von 30 bis 44 Jahren. Grund dafür ist die Alterung der Generation der Babyboomer (Jahrgänge bis 1965). Auf 100 Leute im arbeitsfähigen Alter (20–64 Jahre; 2985 Personen) entfallen 29 Junge (855 Personen) und 41 Menschen (1221 Personen) im Pensionsalter.
Die aktuelle Altersverteilung zeigt folgende Tabelle:
| Alter                                                             | 0–6 Jahre | 7–15 Jahre | 16–19 Jahre | 20–29 Jahre | 30–44 Jahre | 45–59 Jahre | 60–79 Jahre | 80 Jahre und mehr | Einwohner |
| Anzahl                                                            | 335       | 341        | 179         | 499         | 995         | 1085        | 1337        | 290               | 5061      |
| Anteil                                                            | 6,62 %    | 6,74 %     | 3,54 %      | 9,86 %      | 19,66 %     | 21,44 %     | 26,42 %     | 5,73 %            | 100 %     |
| Quelle: Bundesamt für Statistik, Bevölkerung nach Alter Ende 2021 |           |            |             |             |             |             |             |                   |           |

Die Alterung nimmt zu. Dies beweist der Vergleich mit dem Jahr 2000. Bei der letzten Volkszählung im Jahr 2000 ergab sich folgende Altersstruktur:
| Alter  | 0–6 Jahre | 7–15 Jahre | 16–19 Jahre | 20–29 Jahre | 30–44 Jahre | 45–59 Jahre | 60–79 Jahre | 80 Jahre und mehr | Einwohner |
| Anzahl | 262       | 484        | 195         | 431         | 984         | 896         | 555         | 132               | 3939      |
| Anteil | 6,65 %    | 12,29 %    | 4,95 %      | 10,94 %     | 24,98 %     | 22,75 %     | 14,09 %     | 3,35 %            | 100 %     |

## Wirtschaft
Landwirtschaft und der Warentransport auf dem See waren lange die Hauptwirtschaftszweige in Ennetbürgen. Im 19. Jahrhundert kamen noch handwerkliche Berufe dazu. Und ab 1871 wurde der Fremdenverkehr immer bedeutender. Heute gibt es zahlreiche Arbeitsplätze im Flugzeugbau mit etlichen Zuliefererbetrieben. Direkt an der westlichen Gemeindegrenze befinden sich auf Stanser Boden die Pilatus Flugzeugwerke.
In Ennetbürgen ist die Arbeitslosigkeit tief; die Sozialhilfequote betrug 2019 0,94 %. Im Jahr 2020 waren von 2094 Beschäftigten 1115 männlich und 979 weiblich. Die Mehrheit der Beschäftigten arbeitete 2020 in Dienstleistungsunternehmen (Sektor 3). Danach folgte der Bereich Industrie und Gewerbe (Sektor 2). Der lange Zeit dominierende Bereich Landwirtschaft/Forstwirtschaft/Fischerei (Sektor 1) hat nur noch untergeordnete Bedeutung. Die Zahlen für die drei Sektoren sehen wie folgt aus:
| | 1. Sektor | 1. Sektor    | 1. Sektor         | 2. Sektor | 2. Sektor    | 2. Sektor         | 3. Sektor | 3. Sektor    | 3. Sektor         | Total    | Total        | Total             |
| | Betriebe  | Beschäftigte | Vollzeit- stellen | Betriebe  | Beschäftigte | Vollzeit- stellen | Betriebe  | Beschäftigte | Vollzeit- stellen | Betriebe | Beschäftigte | Vollzeit- stellen |
| Anzahl | 36        | 93           | 53                | 39        | 385          | 344               | 248       | 1616         | 1203              | 323      | 2094         | 1601              |
| Anteil | 11,15 %   | 4,44 %       | 3,31 %            | 12,07 %   | 18,39 %      | 21,49 %           | 76,78 %   | 77,17 %      | 75,14 %           | 100 %    | 100 %        | 100 %             |
| Quelle: Bundesamt für Statistik; Statistik der Unternehmensstruktur STATENT, Arbeitsstätten und Beschäftigte nach Gemeinde und Wirtschaftssektoren |           |              |                   |           |              |                   |           |              |                   |          |              |                   |

Im Jahr 2000 gab es 1075 Erwerbstätige in Ennetbürgen. Davon waren 586 (54,51 %) Einheimische und 489 Zupendelnde. Die Zupendelnden kamen vorwiegend aus der Region; nämlich aus Buochs (22,5 %), Stans (11,5 %), Stansstad (7,4 %), Beckenried (6,5 %), Oberdorf (5,7 %), Luzern (4,7 %), Dallenwil (4,3 %) und Wolfenschiessen (4,1 %). Im gleichen Jahr waren 2166 Menschen aus Ennetbürgen erwerbstätig. Somit arbeiteten 1580 Personen in anderen Gemeinden. In den Nidwaldner Hauptort Stans pendelten 507 Personen (=32,1 % aller Wegpendelnden), in die Stadt Luzern 228 Personen (14,4 %), nach Buochs 136 Personen (8,6 %), nach Stansstad 72 Personen (4,6 %), nach Kriens 69 Personen (4,4 %), nach Hergiswil 67 Personen (4,2 %), nach Emmen 54 Personen (3,4 %), nach Oberdorf 32 Personen (2,0 %), nach Horw und Sarnen jeweils 29 Personen (1,8 %). Somit pendelt rund die Hälfte der Leute innerhalb der Agglomeration Stans (Stans, Buochs, Stansstad etc.), doch auch eine starke Minderheit in die Agglomeration Luzern (Stadt Luzern, Kriens, Hergiswil, Emmen, Horw etc.).

## Verkehr
Der Autobahnanschluss an der A2 (Gotthardroute) ist in wenigen Autominuten von Ennetbürgen aus erreichbar. Ans Netz des Öffentlichen Verkehrs ist Ennetbürgen mit der Postautolinie Länderpark – Stans (Bahnhof) – Seelisberg angeschlossen.

## Tourismus

### Hotellerie auf dem Bürgenstock
Ab Ende des 19. Jahrhunderts entstand auf dem Bürgenstock ein Hoteldorf als Vorbauten zum heutigen  Bürgenstock Resort. Die nötigen Infrastrukturanlagen mit der Standseilbahn von der Seeseite bei Kehrsiten her wurden von den Hotelbetreibern eigenständig erstellt und unterhalten. Als Oase der Gastlichkeit für höchste Ansprüche erlebte der Bürgenstock verschiedene Hochs und Tiefs. 1999 erwirtschafteten die Bürgenstock-Hotels erstmals seit langem wieder schwarze Zahlen. 1996 hatte die letzte Eigentümerfamilie Frey die gesamte Anlage verkauft.
Ab Sommer 2000 war das Hoteldorf Teil der Schweizer Rosebud Heritage Gruppe, später Katara Hospitality Switzerland AG, die die Anlage ausbaute. 2014 wurde der Grundstein für einen umfassenden Neubau der Anlagen gelegt.

## Sehenswürdigkeiten

### Pfarrkirche St. Anton
Sie wurde in den Jahren 1892 bis 1894 erbaut und stellt eines der wenigen neugotischen Bauwerke im Kanton dar. 1972 wurde sie einer umfassenden Aussen- und 1991 einer Innenrestaurierung unterzogen. 2009 wurden als weitere Baumassnahme der gesamte Glockenstuhl erneuert und die Zifferblätter gereinigt. Die Kirche ist weitgehend im ursprünglichen Bau- und Ausstattungszustand erhalten, weshalb sie der Kanton 1989 ins Inventar der schützenswerten Kulturgüter aufgenommen hat. Speziell zu beachten sind die reich geschnitzten Figurenwerke der Altäre, der Kanzel und der Beichtstühle, sowie das Chorbogengemälde und die Glasfenster. Die Metzler-Orgel (1991) besitzt 29 Register.

### St. Jost-Kapelle

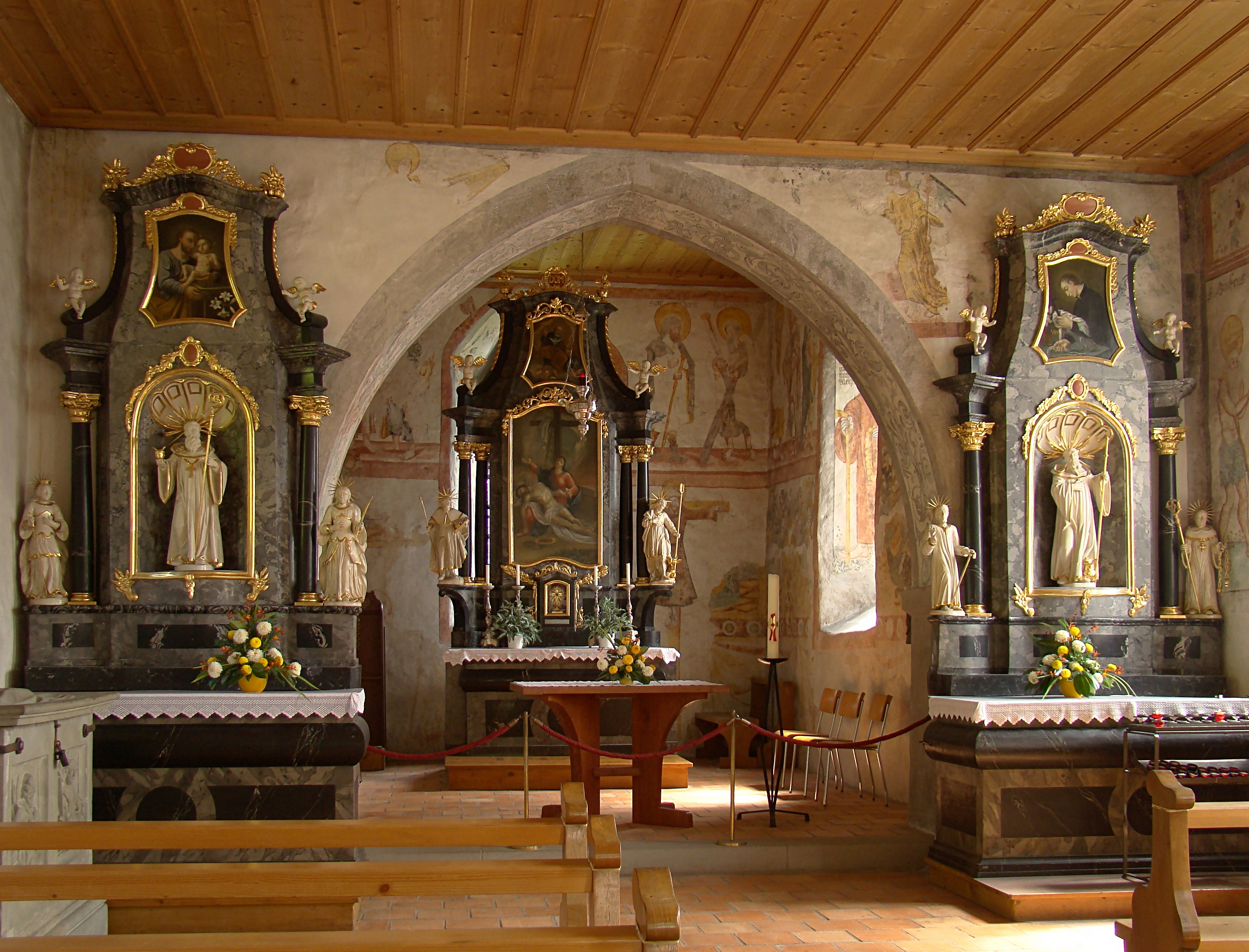
St. Jost am Bürgen, Innenraum

Die Chroniken zu Gründungsdatum und Gründer der Kapelle widersprechen einander. Ausgrabungen in den Jahren 1973–1975 haben ergeben, dass sich bereits im 12. oder 13. Jahrhundert am heutigen Ort eine Kapelle befand. Als Erweiterung dieser alten Kapelle entstand 1340 der heute noch erhaltene Chor mit seinen Fresken. Das Hauptschiff der alten Kapelle wurde 1518 abgebrochen und durch das bestehende grössere Hauptschiff ersetzt. Chor und Turm blieben stehen.
1794–1796 fand eine Umgestaltung und Renovierung nach dem damaligen Zeitgeschmack, geleitet vom Baumeister Singer von Luzern, statt. Die Wandmalereien wurden mit Gipsputz verdeckt. Anstelle der alten Flügelaltäre wurden barocke Altäre aus Stuckmarmor, angefertigt von Kaspar Josef Waser, aufgestellt.
1970–1978 wurde die Kapelle einer umfassenden Restaurierung unterzogen, welche sich nach dem ursprünglichen Aussehen orientierte. Die alten Wandmalereien wurden so weit möglich wiederhergestellt. Die Kapelle wurde unter eidgenössischen Denkmalschutz gestellt. Der schlichte Bau hoch über dem See zieht viele Brautpaare und Wanderer an.

## Bilder

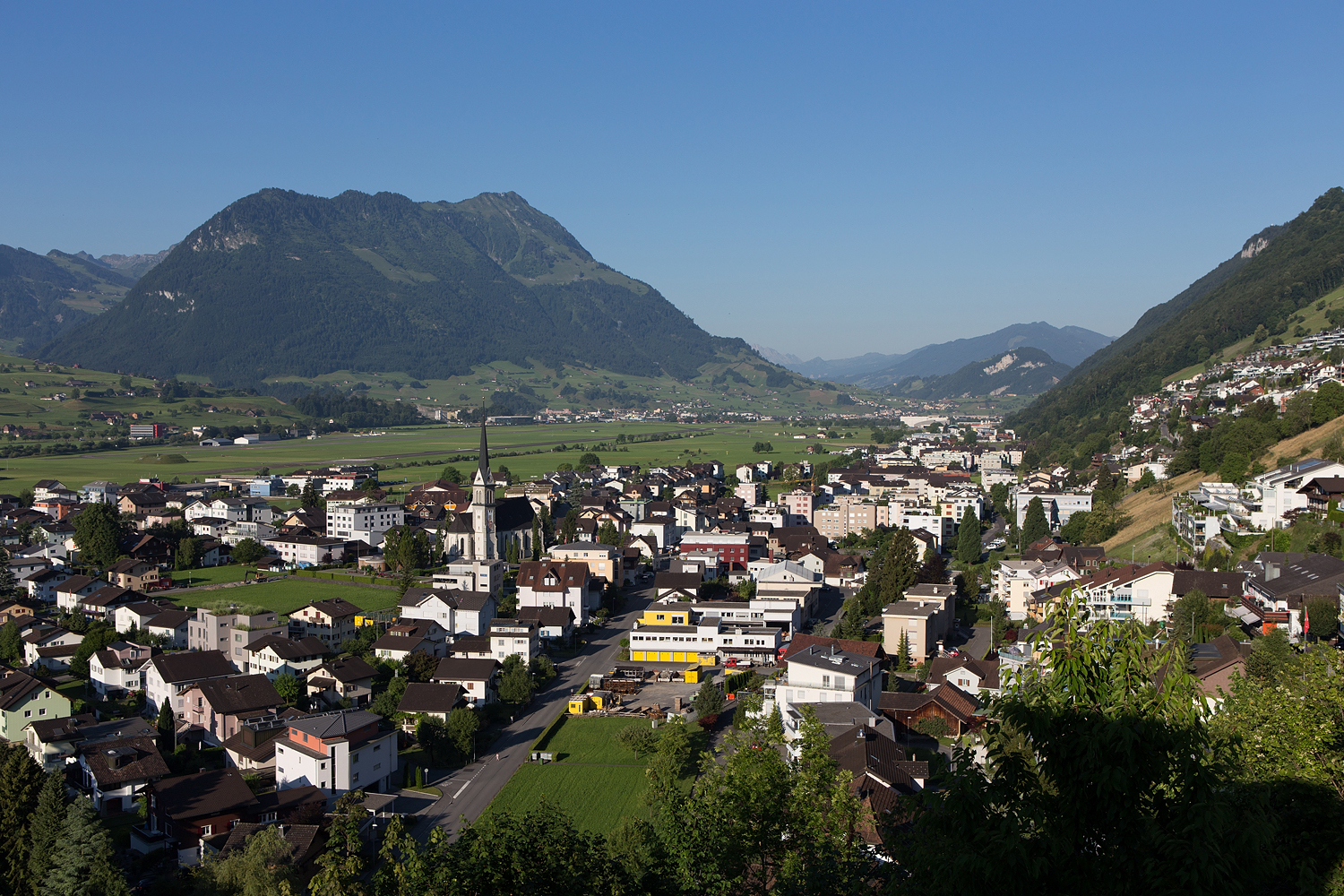
Ennetbürgen mit Stanserhorn
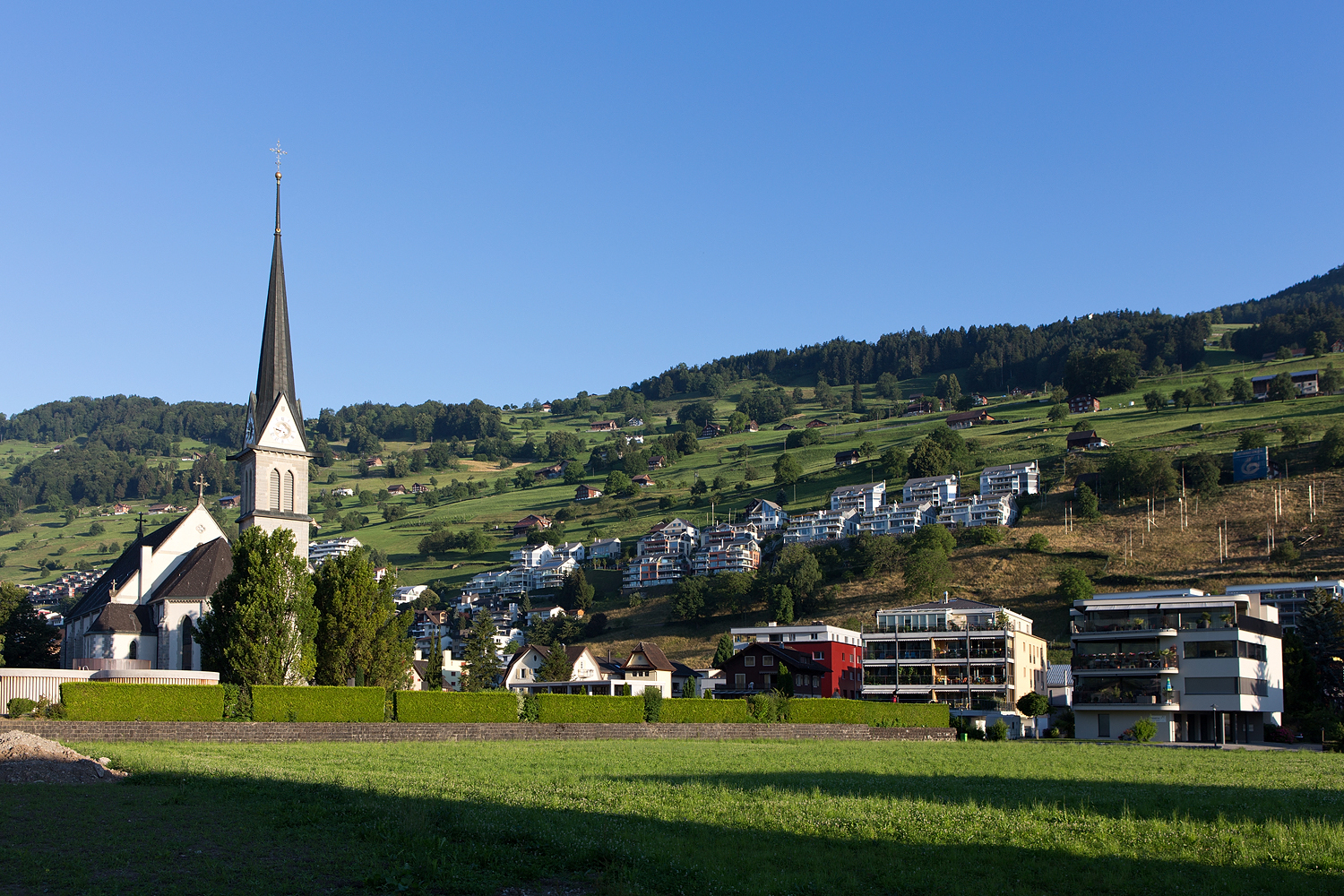
Pfarrkirche
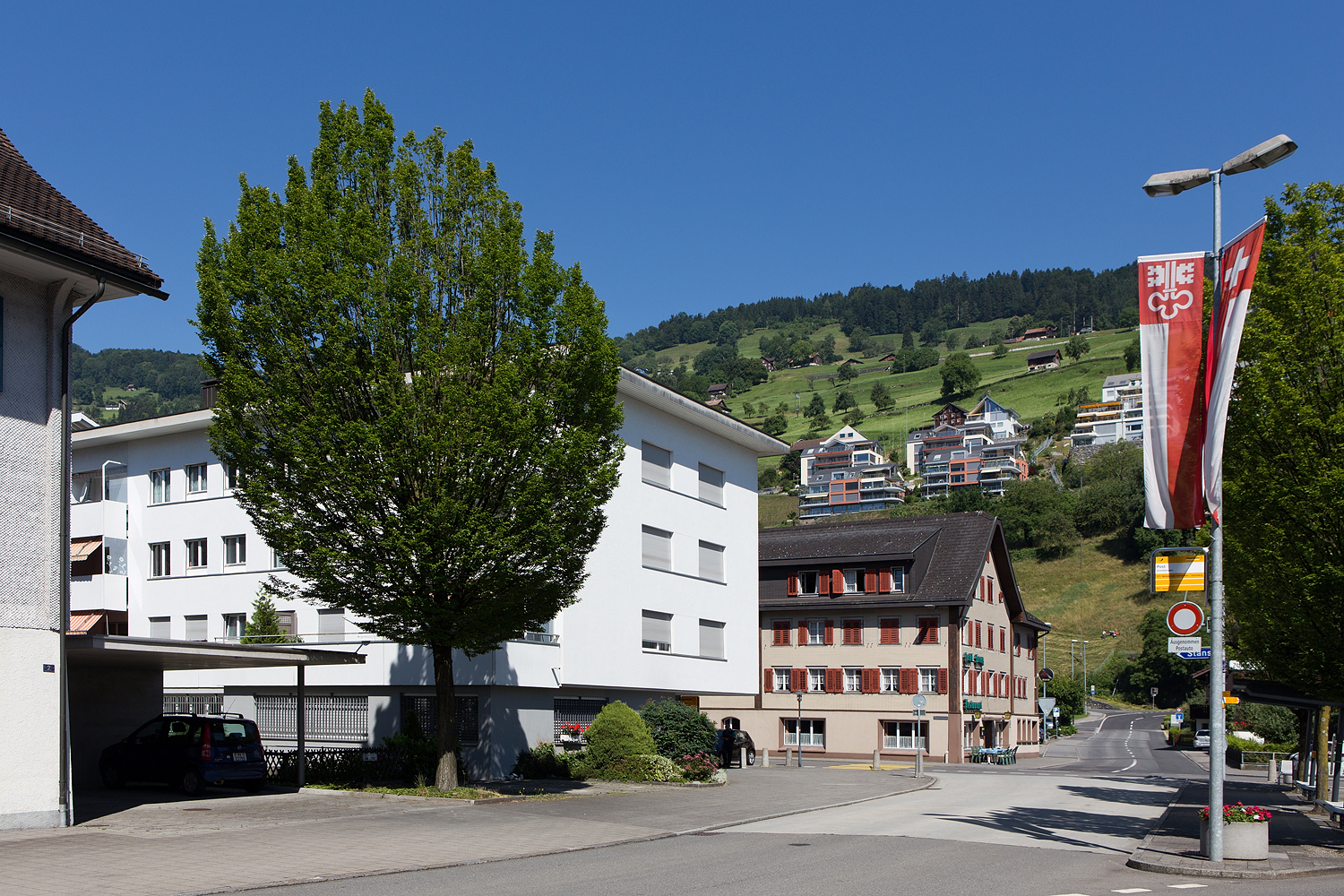
Dorfkern
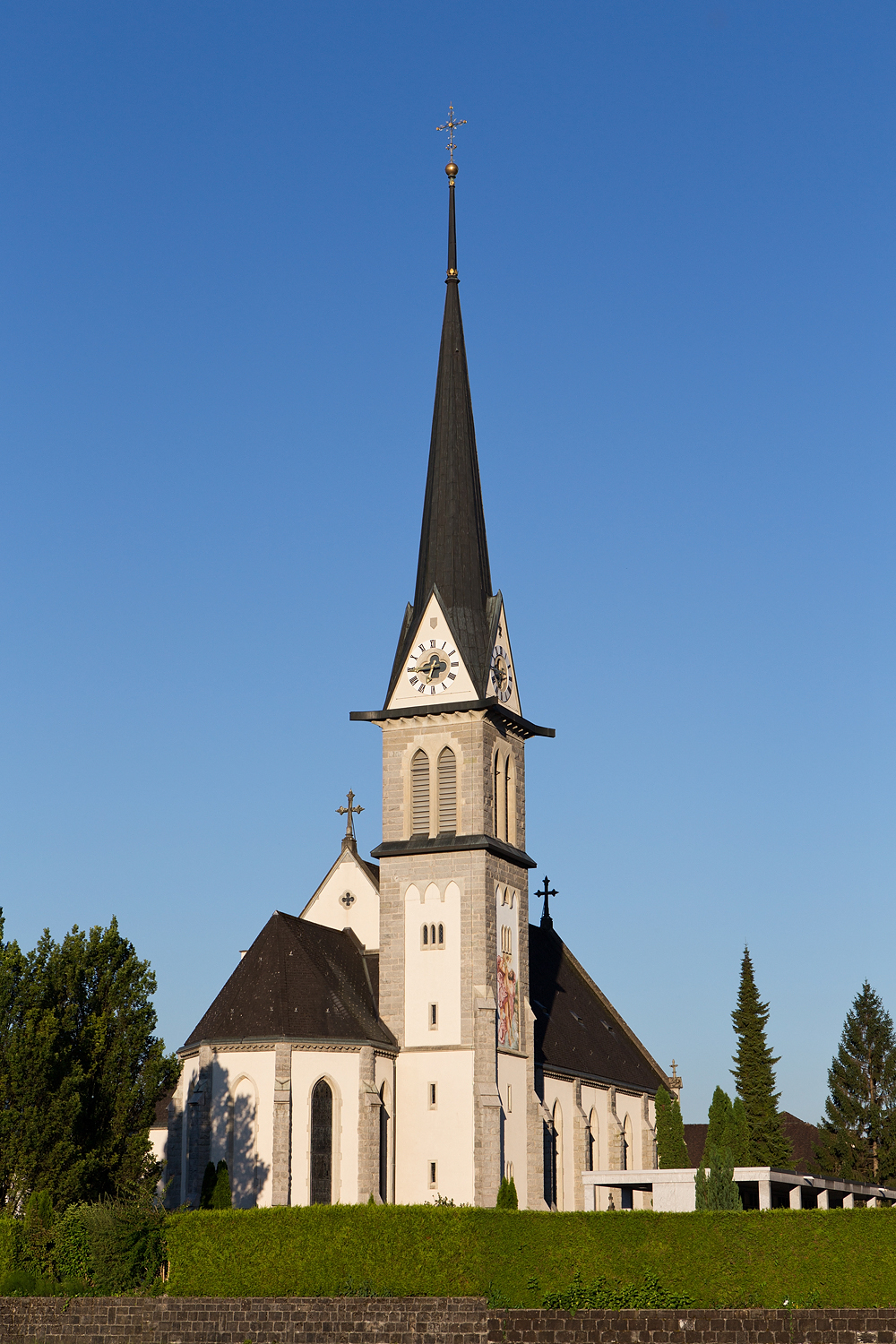
Pfarrkirche St. Anton
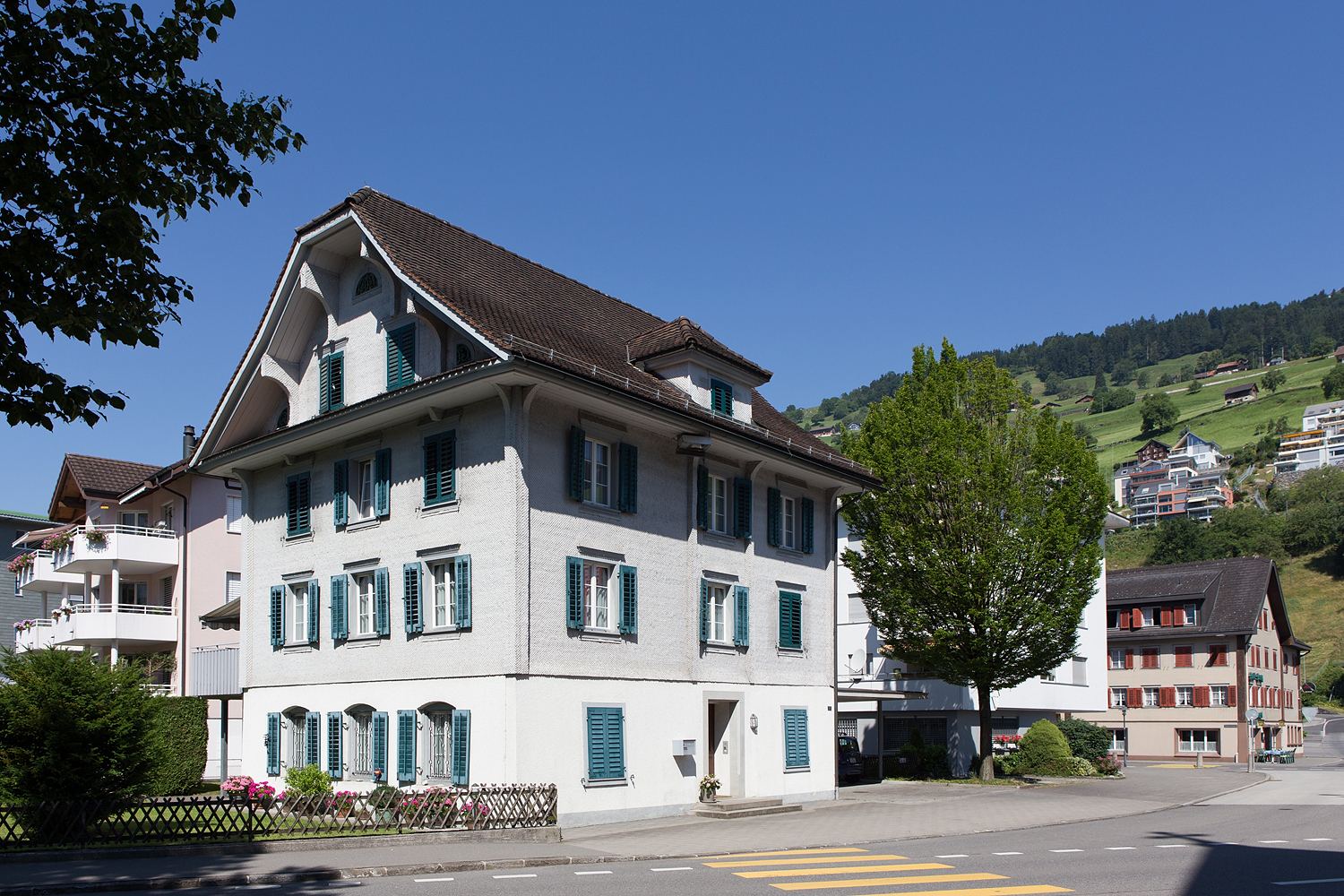
Altes Pfarrhaus
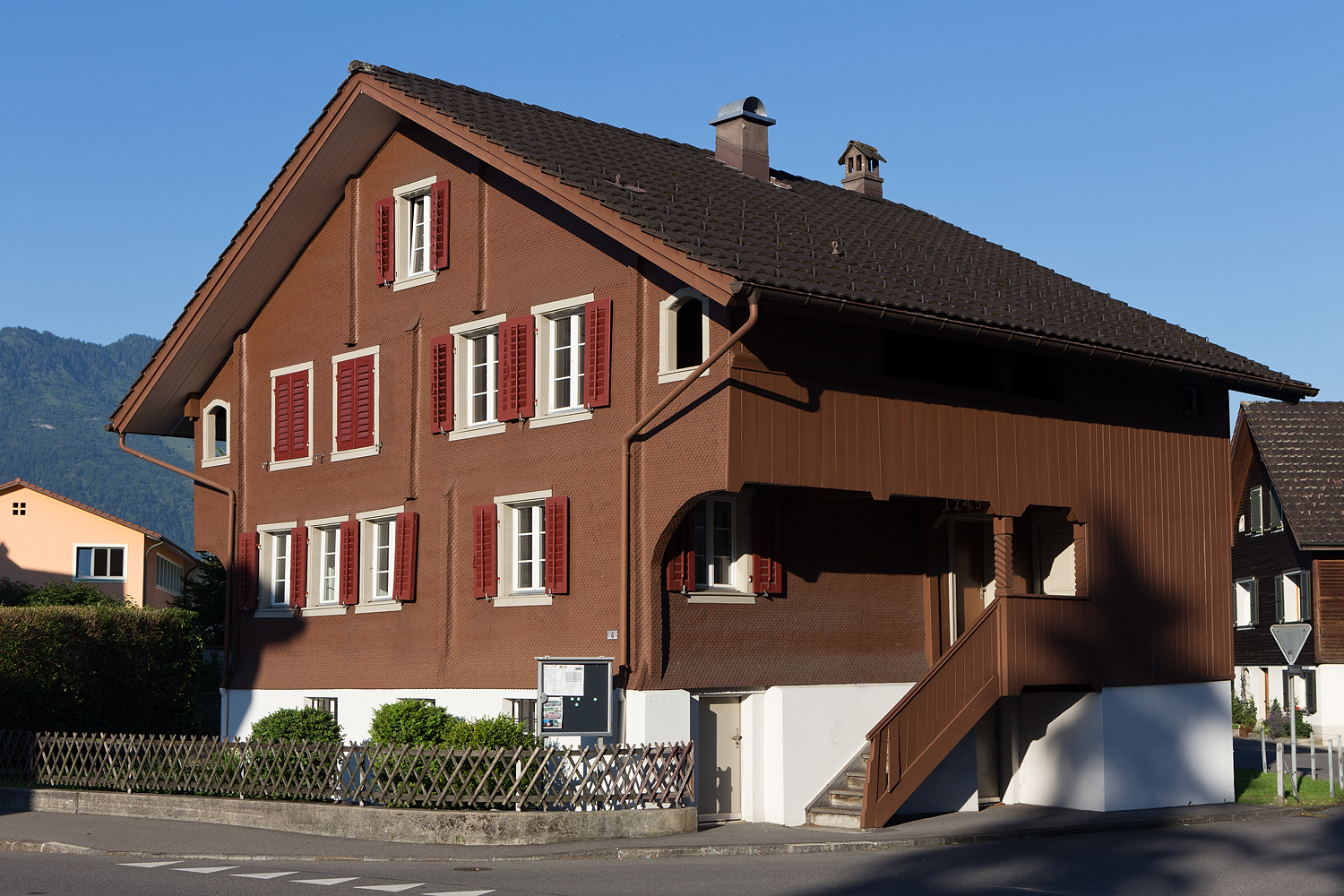
Sigristenhaus
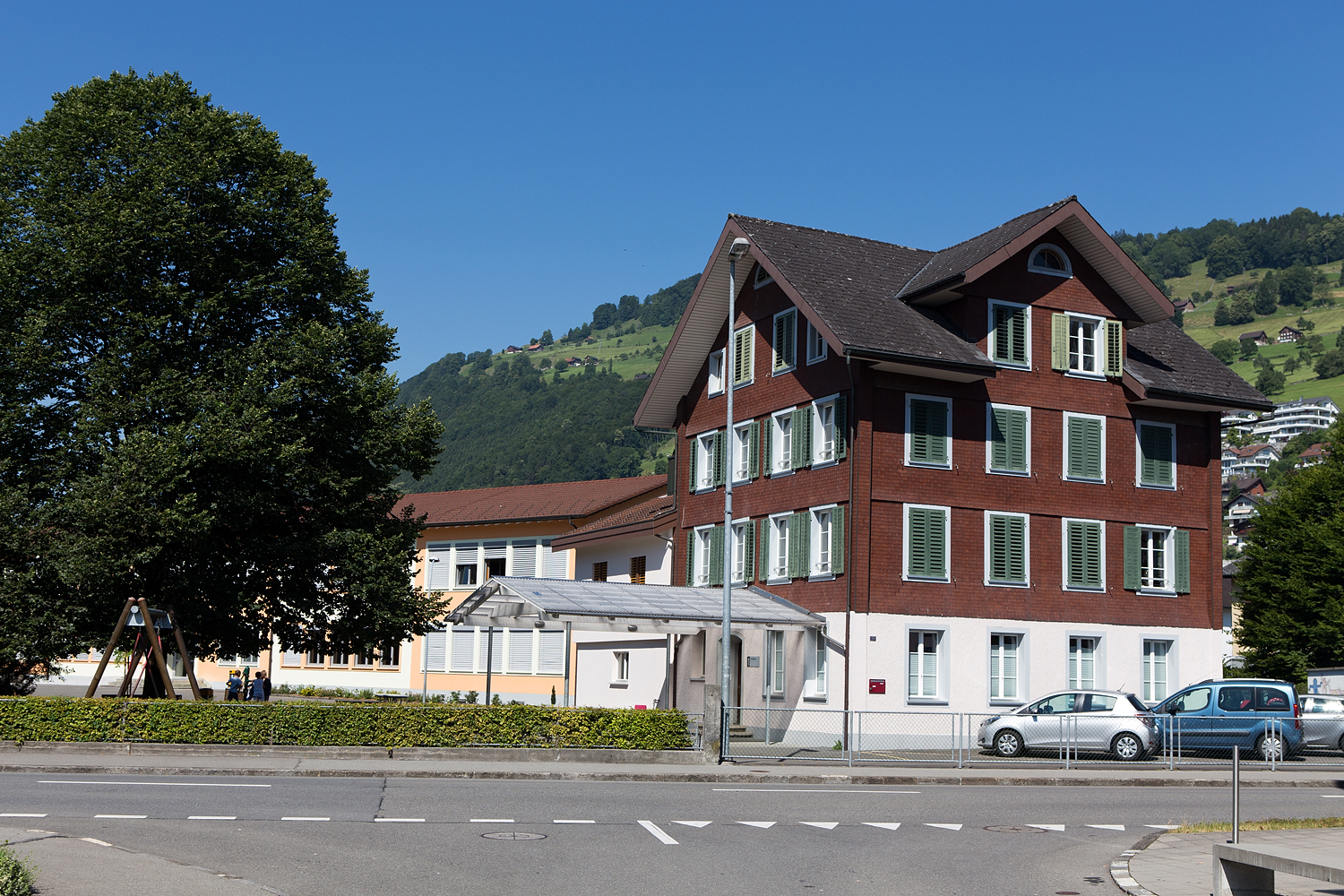
Schule mit Kindergarten
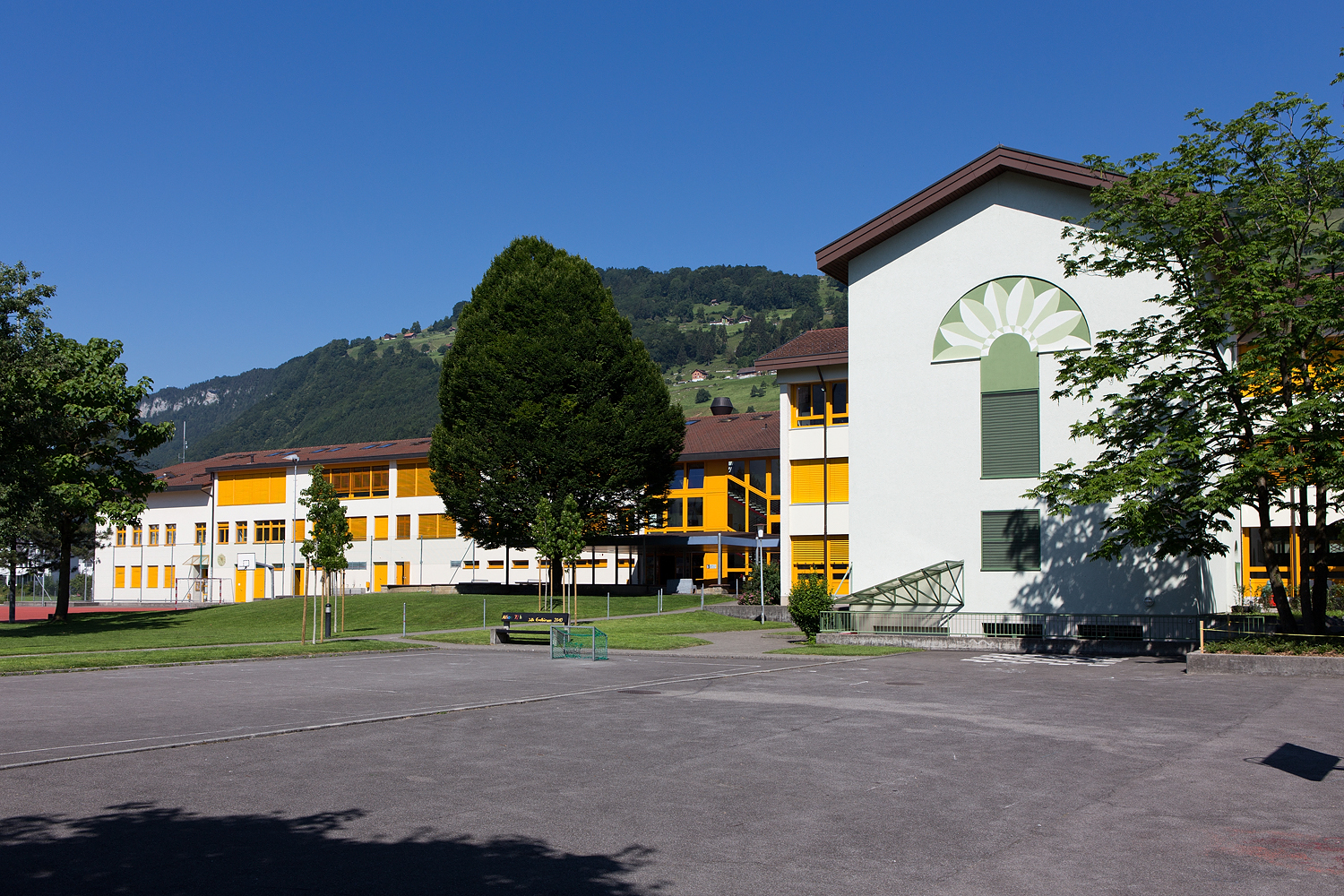
Schulanlage im Dorf
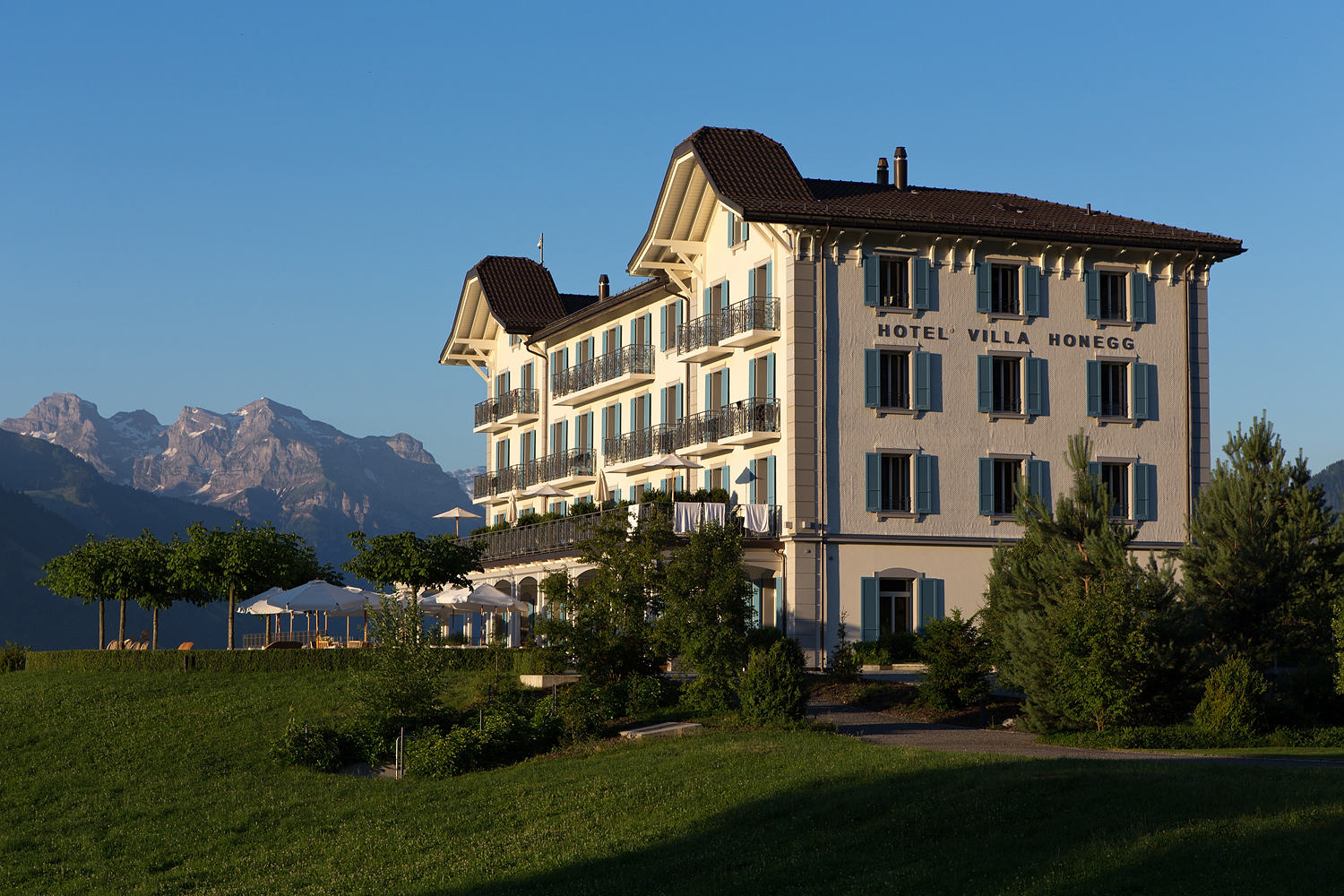
Hotel Villa Honegg

## Persönlichkeiten
- Martin Zimmermann (1819–1879), Politiker
- Jakob Wyrsch (1862–1926), Politiker
- Gottfried Odermatt (1880–1947), Politiker
- Josef Konrad Scheuber (1905–1990), Geistlicher und Jugend- und Volksschriftsteller
- Ilona Christen (1951–2009), deutsche Fernseh- und Hörfunkmoderatorin
- Peter Truttmann (* 1965), Politiker (GLP)
- Dominik Steiner (* 1973), Politiker (FDP.Die Liberalen)
- Nicole Riner (* 1990), Tennisspielerin